# 24347 Arthurkuan
24347 Arthurkuan (tên chỉ định: 2000 AF102) là một tiểu hành tinh vành đai chính. Nó được phát hiện bởi dự án Nghiên cứu tiểu hành tinh gần Trái Đất Lincoln ở Socorro, New Mexico, ngày 5 tháng 1 năm 2000. Nó được đặt theo tên Arthur Kuan, an American high school student whose cellular và molecular biology project won second place ở the 2008 Giải thưởng Khoa học và Kỹ thuật Intel.